# Svatopluk I

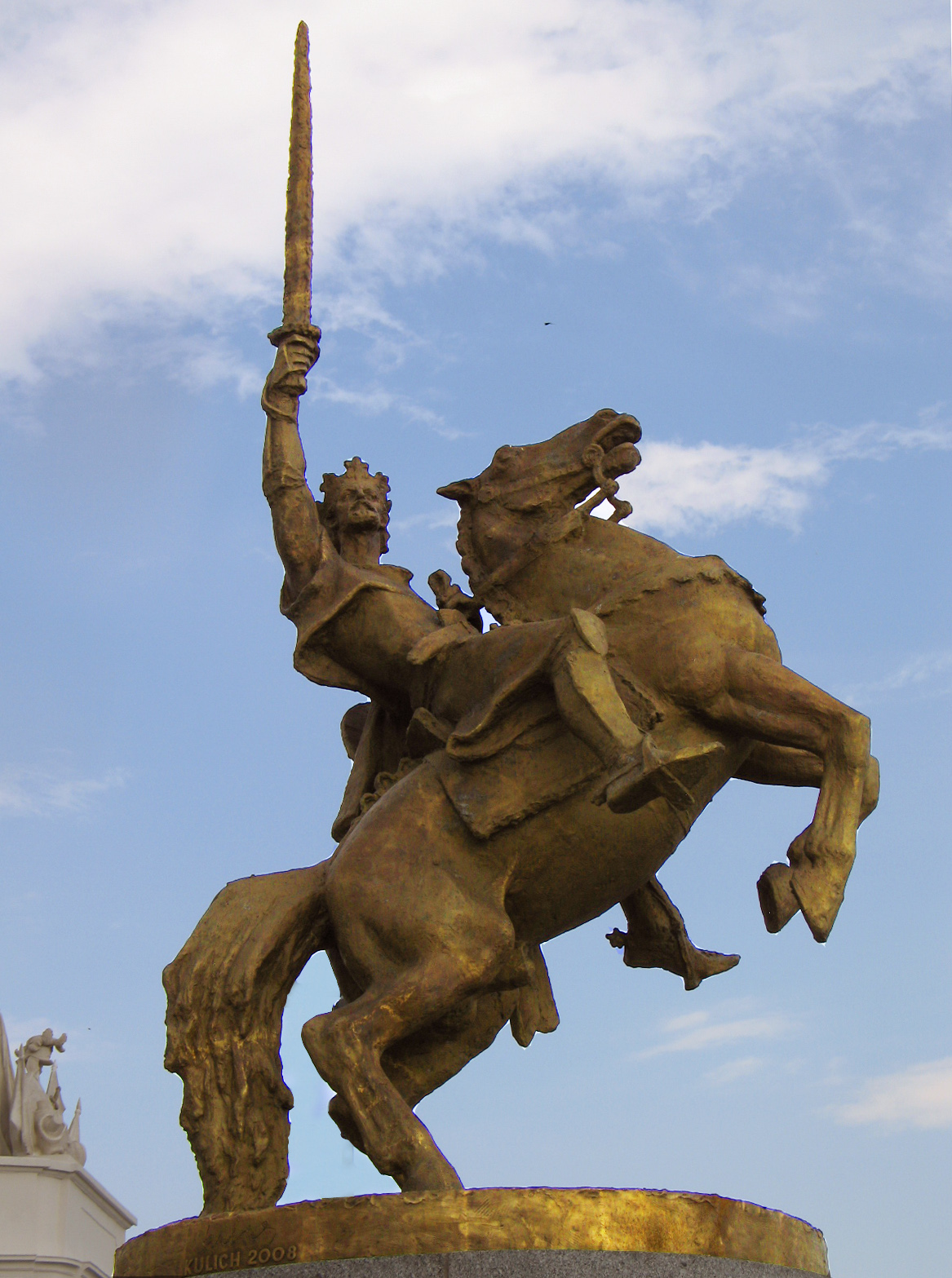
Representação moderna de Zuentiboldo I, imperador da Grande Morávia.

Zuentibaldo I (Zwentibald I) ou Esvatopluque I (Svatopluk I) foi o governante da Grande Morávia durante o período em que esse império atingiu sua maior expansão territorial (871–894). Sua atuação política já havia começado antes, quando ele governou um principado (cuja localidade ainda é obscura) sob a suserania de seu tio, Rastislau. Zuentibaldo detronou Rastislau, que era um vassalo de Luís, o Germânico, e o entregou para os francos em 869 ou 870 d.C., mas ele próprio foi aprisionado pelos francos um ano depois.